# Raduga (satélite)
Raduga (código GRAU: 11F638), em russo Радуга que significa "arco-íris", é a designação da primeira família de satélites geoestacionários, fabricados pela ISS Reshetnev.
O Raduga foi precedido por uma versão de teste do satélite Molniya, o Molniya-1 No. 38, também conhecido como "Molniya-S" (COSPAR ID: 1974-060A), onde o "S" é de "Stationary". Ele foi lançado em 29 de Julho de 1974 tornando-se o primeiro satélite soviético em órbita geoestacionária.
Uma constelação desses satélites constitui a base do Sistema Unificado de Comunicação por Satélite (UCSS). Em serviço desde 1979, os satélites Raduga tem sido usados para sistemas de comunicação militares e civis, inclusive como parte da organização internacional Intersputnik (semelhante a Intelsat).

## Espaçonave
- Massa: 2.000 kg, 2.300 no Raduga-1
- Altura: 5,5 m
- Diâmetro: 2,5 m
- Envergadura: 9,5 m (com os painéis solares abertos)
- Posição: 35° e 85° Leste
- Vida útil planejada: 3 anos

## Lançamentos
| Nome                     | Data               | Observações |
| ------------------------ | ------------------ | ----------- |
| Raduga 1 (Gran 11L)      | 22. Dezembro 1975  |             |
| Raduga 2 (Gran 12L)      | 11. Setembro 1976  |             |
| Raduga 3 (Gran 7L)       | 23. Julho 1977     |             |
| Raduga 4 (Gran 14L)      | 18. Julho 1978     |             |
| Raduga 5 (Gran 15L)      | 25. Abril 1979     |             |
| Raduga 6 (Gran 16L)      | 20. Fevereiro 1980 |             |
| Raduga 7 (Gran 17L)      | 5. Outubro 1980    |             |
| Raduga 8 (Gran 18L)      | 18. Março 1981     |             |
| Raduga 9 (Gran 19L)      | 30. Julho 1981     |             |
| Raduga 10 (Gran 20L)     | 9. Outubro 1981    |             |
| Raduga 11 (Gran 21L)     | 26. Novembro 1982  |             |
| Raduga (12) (Gran 22L)   | 24. Dezembro 1982  | Falha       |
| Raduga 12 (Gran 23L)     | 8. Abril 1983      |             |
| Raduga 13 (Gran 24L)     | 25. Agosto 1983    |             |
| Raduga 14 (Gran 25L)     | 15. Fevereiro 1984 |             |
| Raduga 15 (Gran 27L)     | 22. Junho 1984     |             |
| Raduga 16 (Gran 26L)     | 8. Agosto 1985     |             |
| Raduga 17 (Gran 28L)     | 15. Novembro 1985  |             |
| Raduga 18 (Gran 29L)     | 17. Janeiro 1986   |             |
| Raduga 19 (Gran 30L)     | 25. Outubro 1986   |             |
| Raduga 20 (Gran 31L)     | 19. Março 1987     |             |
| Raduga 21 (Gran 32L)     | 10. Dezembro 1987  |             |
| Raduga 22 (Gran 34L)     | 20. Outubro 1988   |             |
| Raduga 23 (Gran 33L)     | 14. Abril 1989     |             |
| Raduga 24 (Gran 36L)     | 15. Dezembro 1989  |             |
| Raduga 25 (Gran 35L)     | 15. Fevereiro 1990 |             |
| Raduga 26 (Gran 37L)     | 20. Dezembro 1990  |             |
| Raduga 27 (Gran 38L)     | 28. Fevereiro 1991 |             |
| Raduga 28 (Gran 39L)     | 19. Dezembro 1991  |             |
| Raduga 29 (Gran 42L)     | 25. Março 1993     |             |
| Raduga 30 (Gran 41L)     | 30. Setembro 1993  |             |
| Raduga 31 (Gran 40L)     | 18. Fevereiro 1994 |             |
| Raduga 32 (Gran 43L)     | 28. Dezembro 1994  |             |
| Raduga 33 (Gran 44L)     | 19. Fevereiro 1996 |             |
| Raduga (34) (Gran 45L)   | 5. Julho 1999      | Falha       |
| Raduga-1 1 (Globus 11L)  | 21. Junho 1989     |             |
| Raduga-1 2 (Globus 12L)  | 27. Dezembro 1990  |             |
| Raduga-1 3 (Globus xxL)  | 5. Fevereiro 1994  |             |
| Raduga-1 4 (Globus 14L)  | 28. Fevereiro 1999 |             |
| Raduga-1 5 (Globus 15L)  | 28. Agosto 2000    |             |
| Raduga-1 6 (Globus 16L)  | 6. Outubro 2001    |             |
| Raduga-1 7 (Globus 17L)  | 27. Março 2004     |             |
| Raduga-1M 1 (Globus-M 1) | 9. Dezembro 2007   |             |
| Raduga-1 8 (Globus 18L)  | 28. Fevereiro 2009 |             |
| Raduga-1M                | 28. Janeiro 2010   |             |